# Augusta County
Augusta County ist ein County im Bundesstaat Virginia der Vereinigten Staaten. Im Jahr 2020 hatte das County 77.487 Einwohner und eine Bevölkerungsdichte von 30,8 Einwohnern pro Quadratkilometer. Trotz des Verwaltungssitzes (County Seat) in Staunton befinden sich die meisten administrativen Gebäude in Verona (Virginia).

## Geographie
Augusta County liegt im Nordwesten von Virginia, grenzt im oberen Nordwesten an West Virginia und hat eine Fläche von 2515 Quadratkilometern, wovon ein Quadratkilometer Wasserfläche ist. Das County ist in sieben Verwaltungseinheiten aufgeteilt: Beverley Manor, Middle River, North River, Pastures, Riverheads, South River und Wayne. Es grenzt in Virginia im Uhrzeigersinn an folgende Countys: Rockingham County, Albemarle County, Nelson County, Rockbridge County, Bath County und Highland County.

## Geschichte
Gebildet wurde es am 1. August 1738 aus Teilen des Orange County. Benannt ist es nach Augusta von Sachsen-Gotha-Altenburg, Princess of Wales, Ehefrau von Friedrich Ludwig von Hannover und Mutter des englischen Königs Georg III.

## Demografische Daten

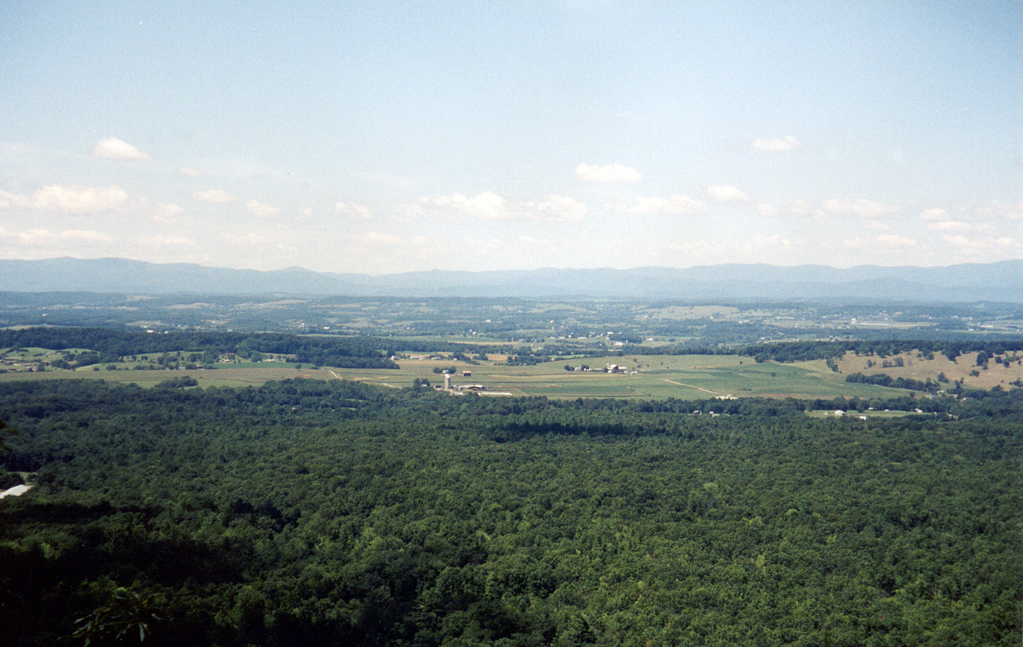
Augusta County: Blick von Osten, im Hintergrund die Allegheny Mountains

Alterspyramide des Augusta County

Nach der Volkszählung im Jahr 2000 lebten im Augusta County 65.615 Menschen. Davon wohnten 1.999 Personen in Sammelunterkünften, die anderen Einwohner lebten in 24.818 Haushalten und 18.911 Familien. Die Bevölkerungsdichte betrug 26 Einwohner pro Quadratkilometer. Ethnisch betrachtet setzte sich die Bevölkerung zusammen aus 95,02 Prozent Weißen, 3,60 Prozent Afroamerikanern, 0,15 Prozent amerikanischen Ureinwohnern, 0,28 Prozent Asiaten, 0,02 Prozent Bewohnern aus dem pazifischen Inselraum und 0,32 Prozent aus anderen ethnischen Gruppen; 0,61 Prozent stammten von zwei oder mehr ethnischen Gruppen ab. 0,94 Prozent der Bevölkerung waren spanischer oder lateinamerikanischer Abstammung.
Von den 24.818 Haushalten hatten 33,0 Prozent Kinder und Jugendliche unter 18 Jahre, die bei ihnen lebten. 63,7 Prozent waren verheiratete, zusammenlebende Paare, 8,6 Prozent waren allein erziehende Mütter, 23,8 Prozent waren keine Familien, 20,1 Prozent waren Singlehaushalte und in 8,1 Prozent lebten Menschen im Alter von 65 Jahren oder darüber. Die Durchschnittshaushaltsgröße betrug 2,56 und die durchschnittliche Familiengröße lag bei 2,94 Personen.
Auf das gesamte County bezogen setzte sich die Bevölkerung zusammen aus 23,7 Prozent Einwohnern unter 18 Jahren, 6,9 Prozent zwischen 18 und 24 Jahren, 29,8 Prozent zwischen 25 und 44 Jahren, 26,8 Prozent zwischen 45 und 64 Jahren und 12,8 Prozent waren 65 Jahre alt oder darüber. Das Durchschnittsalter betrug 39 Jahre. Auf 100 weibliche Personen kamen 101,1 männliche Personen. Auf 100 Frauen im Alter von 18 Jahren oder darüber kamen statistisch 99,8 Männer.

Das jährliche Durchschnittseinkommen eines Haushalts betrug 43.045 USD, das Durchschnittseinkommen der Familien betrug 48.579 USD. Männer hatten ein Durchschnittseinkommen von 31.577 USD, Frauen 24.233 USD. Das Prokopfeinkommen betrug 19.744 USD. 4,2 Prozent der Familien und 5,8 Prozent der Bevölkerung lebten unterhalb der Armutsgrenze. Davon waren 6,4 Prozent Kinder oder Jugendliche unter 18 Jahre und 6,6 Prozent waren Menschen über 65 Jahre.

## Gemeindegliederung
(Einwohner nach dem United States Census 2010)
| Die Independent Cities Staunton und Waynesboro liegen innerhalb der Grenzen des Augusta County, sind jedoch nicht Teil desselben. |                                                                              | | |
| Towns 1. Craigsville (923) 2. Grottoes 1 (2.668)                                                                                  | Towns 1. Craigsville (923) 2. Grottoes 1 (2.668)                             | Census-designated places (CDP) 1. Augusta Springs (257) 2. Churchville (194) 3. Crimora (1.796) 4. Deerfield (132) 5. Dooms (1.327) 6. Greenville (832) 7. Fishersville (7.462) 8. Harriston (909) 9. Jolivue (1.129) 10. Lyndhurst (1.490) | 11. Middlebrook (213) 12. Mount Sidney (663) 13. New Hope (797) 14. Sherando (688) 15. Stuarts Draft (9.235) 16. Verona (Virginia) (4.239) 17. Weyers Cave (2.473) 18. Wintergreen 2 (165) |
| Unincorporated Communities |                                                                              | | |
| - Buffalo Gap - Cedar Green - Centerville - Ferrol - Fort Defiance - Ladd                                                         | - Lone Fountain - Love - Mint Spring - Moscow - Mossy Creek - Mount Meridian | - Mount Solon - Newport - Piedmont - Spottswood - Spring Hill - Steeles Tavern 3 | - Summerdean - Swoope - West Augusta |